# César Milstein

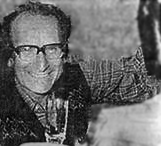
César Milstein

César Milstein (* 8. Oktober 1927 in Bahía Blanca, Argentinien; † 24. März 2002 in Cambridge, England) war ein argentinischer Molekularbiologe und Immunologe.
Milstein wuchs als mittlerer von drei Söhnen eines jüdischen Immigranten aus der Ukraine und einer Lehrerin in bescheidenen Verhältnissen auf. Dennoch ermöglichten ihm seine Eltern 1945 ein Studium der Chemie an der Universität von Buenos Aires, das er nach einer Dauer von sieben Jahren 1952 mit dem Diplom und als Lizentiat für Chemie abschloss. Anschließend arbeitete er von 1952 bis 1957 als Wissenschaftlicher Mitarbeiter am Institut für Biochemie der Universität Buenos Aires. In seiner Zeit als politisch aktiver Student lernte er seine spätere Frau Celia kennen, die er nach seiner Graduierung heiratete. Nach einem Unterbrechung des Studiums, während der er u. a. für einige Monate in einem Kibbuz in Israel arbeitete, promovierte er 1957 an der Medizinischen Hochschule seiner Alma Mater in Chemie mit einem Thema zur enzymatischen Kinetik von Aldehyd-Dehydrogenase. Von 1957 bis 1963 gehörte er dem Instituto Nacional de Microbiología in Buenos Aires an, dessen Leiter er zwischen 1961 und 1963 wurde. Zwischenzeitlich arbeitete er postdoktoral an der Fakultät für Biochemie am Darwin College der University of Cambridge in England, wo er sich unter Anleitung von Malcolm Dixon mit den Eigenschaften des Enzyms Phosphoglucomutase beschäftigte. Hierdurch lernte er Frederick Sanger kennen, in dessen Arbeitsgruppe er zwischen 1960 und 1961 tätig war. Ab 1963 gehörte Milstein zusammen mit Sanger zum wissenschaftlichen Stab des neu gegründeten Instituts für Molekularbiologie an der University of Cambridge. Sanger ermutigte Milstein, seinen wissenschaftlichen Schwerpunkt auf die Immunologie zu verlegen. 1983 schließlich wurde Milstein Leiter der Abteilung für Protein- und Nucleinsäurechemie in Cambridge.
Den größten Teil seiner wissenschaftlichen Karriere widmete sich Milstein der Strukturanalyse von Antikörpern sowie den Mechanismen, die für die hohe Diversität dieser Immunglobuline verantwortlich sind. In diesem Zusammenhang entwickelte er 1975 zusammen mit Georges J. F. Köhler die Hybridom-Technik, bei der durch Fusion einer Myelomzelllinie mit einem B-Lymphozyten die Produktion großer Mengen monoklonaler Antikörper ermöglicht wurde. Diese Entdeckung führte zu einer enormen Ausweitung der Nutzung von Antikörpern in Wissenschaft und Medizin. 1984 erhielt er für diese Arbeiten zusammen mit Niels Kaj Jerne und Georges J. F. Köhler den Nobelpreis für Physiologie oder Medizin. Er erhielt zahlreiche weitere Auszeichnungen, wie 1979 den Avery-Landsteiner-Preis, 1980 den Robert-Koch-Preis, den Wellcome Prize und den Louisa-Gross-Horwitz-Preis, 1981 den Alfred P. Sloan, Jr. Prize und einen Gairdner Foundation International Award, 1982 die Royal Medal der Royal Society, 1983 den Carlos-J.-Finlay-Preis der UNESCO und 1984 den Albert Lasker Award for Basic Medical Research. Darüber hinaus wurde er im Jahr 1982 zum Mitglied der Deutschen Akademie der Naturforscher Leopoldina sowie 1981 zum Mitglied der National Academy of Sciences und 1983 zum Mitglied der American Academy of Arts and Sciences gewählt.
César Milstein starb 74-jährig an den Folgen einer chronischen Herzschwäche. Der Asteroid (11776) Milstein wurde am 1. Mai 2003 nach ihm benannt.